# Bayer
Bayer AG (pronunciado en alemán:[Baɪə] (escucharⓘ)) (TYO: 4863) es una empresa químico-farmacéutica alemana fundada en Barmen, Alemania en 1863. Hoy en día, tiene su sede en Leverkusen, Renania del Norte-Westfalia, Alemania. Es bien conocida a nivel mundial por su marca original de la aspirina.
Desde 1925 formó parte del conglomerado IG Farben hasta que en 1951, después de la Segunda Guerra Mundial, fue disuelto por los Aliados debido a que utilizó trabajo esclavo en sus procesos de fabricación.

## Historia
Bayer AG fue fundada principalmente como una fábrica de tintes en Barmen (hoy parte de Wuppertal), Alemania en 1863 por Friedrich Bayer y su socio, Johann Friedrich Weskott, la empresa fue muy próspera, pues en aquella época se estaba llevando a cabo la Revolución Industrial, y las empresas textiles se estaban haciendo muy poderosas, por lo que empresas relacionadas como la de los tintes ganaban mucho dinero. Tiempo después descubren que el tinte contiene algún medio curativo y deciden investigar sobre el tema descubriendo tiempo después el ácido acetil salicílico, el compuesto de la aspirina.

### Aspirina
El primer producto importante de Bayer fue el ácido acetilsalicílico (originalmente descubierto por el químico francés Charles Frédéric Gerhardt en 1853), una modificación del ácido salicílico o de la salicina, un popular remedio presente en la corteza del sauce. En 1899, la marca Aspirina de Bayer fue registrada en todo el mundo para el ácido acetilsalicílico de Bayer que Felix Hoffmann sintetizó por primera vez, pero debido a la confiscación por Estados Unidos (EE. UU.) durante la Primera Guerra Mundial, de los activos y las marcas de Bayer, y debido al uso generalizado del término para describir el tipo de droga, y el hecho de que Bayer no pudo proteger su marca registrada, la palabra "aspirina" perdió su estatus de marca registrada en EE. UU., Reino Unido, Francia y otros países. Hoy, el nombre se utiliza libremente en Estados Unidos, Reino Unido y Francia para identificar al ácido acetil-salicílico. Sin embargo, en más de 80 países, como España, Canadá, México, Alemania y Suiza, el nombre "Aspirina" sigue siendo una marca registrada propiedad de Bayer.
A partir de 2011, aproximadamente 40 mil toneladas de ácido acetilsalicílico se producen cada año y de 10 a 20 mil millones de comprimidos se toman solo en Estados Unidos cada año para la prevención de eventos cardiovasculares. Desde 2014, el 100% del ácido acetilsalicílico de Bayer se produce en La Felguera, Asturias.
Ha habido controversia sobre el papel desempeñado por los investigadores de Bayer en el desarrollo de la aspirina. Arthur Eichengrün, un químico de Bayer, afirmó ser el primero en descubrir una formulación de aspirina sin efectos secundarios desagradables como náuseas o dolor gástrico. Eichengrün también afirmó que inventó el nombre de aspirina y fue la primera persona en utilizar la nueva formulación para probar su seguridad y eficacia. Bayer afirma que la aspirina fue descubierta por Felix Hoffmann para aliviar el sufrimiento de su padre, que tenía artritis. Diversas fuentes apoyan las demandas conflictivas.

## Logo
El actual logo corporativo de la compañía, la "Cruz de Bayer", fue presentado en 1904. Se compone de la palabra horizontal "BAYER" cruzada con la palabra vertical "BAYER"; ambas palabras comparten la "Y", y todo encerrado en un círculo.
La primera Cruz de Bayer gigante fue instalada en Leverkusen, en 1933. La estructura tenía un diámetro de 72 metros, lo que la hacía "el letrero luminoso más grande del mundo" en ese momento. La segunda Cruz de Bayer fue colocada en 1958 a unos metros de distancia respecto de su antecesora, la cual había sido desmantelada después de la Segunda Guerra Mundial. Aunque su iluminación no es tan grande como la primera (su diámetro es de 51 metros), la cruz fue apoyada en dos mástiles de acero con 120 metros de altura y cuenta con 1710 focos.

## Organización
Bayer se rige por un Consejo de Administración, compuesto por: Werner Baumann, Wolfgang Plischke, Richard Pott, y Marijn Dekkers. Las acciones de Bayer AG se cotizan en la Bolsa de Fráncfort, la Bolsa de Londres y la Bolsa de Nueva York.

### Subgrupos y empresas de servicios
A fin de separar gerencias operativas y estratégicas, Bayer AG fue reorganizada en un holding en 2003. Las empresas del grupo central se transformaron en sociedades anónimas, cada una controlada por Bayer AG. Estas empresas son:
Bayer CropScience: En 2002, Bayer AG adquirió Aventis CropScience y la fusionó con su división de productos agroquímicos propia (Bayer Pflanzenschutz o "Crop Protection") para formar Bayer CropScience. La empresa es ahora una de las principales innovadoras del mundo, entre las empresas científicas de cultivos en las áreas de protección de cultivos (es decir, los plaguicidas), control de plagas no agrícolas, semillas y biotecnología vegetal. Además de empresas de agroquímicos convencionales está involucrada en ingeniería genética de alimentos. La compañía biotecnológica belga Plant Genetic Systems, pasó a formar parte de la empresa por la adquisición de Aventis CropScience. También en 2002, Bayer AG adquirió la empresa de semillas neerlandesa Nunhems. También esta división poseía hasta el año 2004 los derechos de la marca de insecticida Baygon, el cual fue vendido a SC Johnson.
Bayer HealthCare: Es el subgrupo de Bayer proveedor de productos médicos y farmacéuticos. Está implicado en la investigación, desarrollo, fabricación y comercialización de los productos que tienen como objetivo mejorar la salud de las personas y los animales. Bayer HealthCare cuenta con otras cuatro subdivisiones: Bayer Schering Pharma, Consumer Care de Bayer, Bayer Animal Health de Bayer y la asistencia médica.
- Bayer Schering Pharma: En 2007 Bayer adquirió la empresa alemana Schering AG. La adquisición de Schering fue la mayor en la historia de Bayer. Bayer Schering Pharma produce las pastillas anticonceptivas Yaz y Yasmin. Ambos productos usan un nuevo tipo de hormona llamada progesterona drospirenona en combinación con estrógenos. Yaz se anuncia como un tratamiento para el trastorno disfórico premenstrual (TDPM) y el acné moderado. Otros productos clave incluyen el medicamento contra el cáncer Nexavar, la esclerosis múltiple Betaseron, y la droga de la coagulación sanguínea, Kogenate.

- Bayer Consumer Care: Gestiona la cartera de medicamentos de venta libre. Los principales productos incluyen los complementos alimenticios, Redoxon, Berocca y productos para la piel como Bepanthen y Bepanthol.

- Bayer Animal Health: Es la división de salud veterinaria, que fabrica 'Advantage Multi (imidacloprid + moxidectin) Topical Solution' para perros y gatos, 'Advantage' para el control de pulgas en perros y gatos, y 'K9 Advantix' para el control de pulgas, garrapatas y mosquitos en perros. Advantage Multi, K9 Advantix y Advantage son marcas registradas de Bayer. La división se especializa en el control de parásitos y productos farmacéuticos para perros, gatos, caballos y ganado.

- Bayer Medical Care: Administra la cartera de dispositivos médicos de Bayer. Los principales productos incluyen los medidores de glucosa en sangre Contour y Elite utilizados en el seguimiento de la diabetes.

- Bayer Hispania SL: resultante de la fusión entre la antigua Bayer Hispania SL y Química Farmacéutica Bayer SL. Fabrica el ácido acetilsalicílico.

Bayer Material Science: Es un proveedor de polímeros de alta tecnología y desarrolla soluciones para una amplia gama de aplicaciones de interés para la vida cotidiana.
Bayer Business Services: Ubicado en la sede de Bayer en EE. UU. en un suburbio de Pittsburgh, se encarga de la infraestructura de Tecnologías de la Información y el aspecto del apoyo técnico de Bayer EE. UU. y Bayer Canadá. Esta es también la sede del Service Desk (Centro de Servicios: es una capacidad primaria de tecnologías de información que se pide en la Gestión de Servicios de Tecnologías de Información (ITSM) definido por la Biblioteca de Infraestructura de Tecnologías de Información (ITIL)) de América del Norte, la central de IT Help Desk (Ayuda de Escritorio: es un conjunto de servicios, que de manera integral bien sea a través de uno o varios medios de contacto, ofrece la posibilidad de gestionar y solucionar todas las posibles incidencias, junto con la atención de requerimientos relacionados con las TIC, es decir, las Tecnologías de Información y Comunicaciones) para Bayer EE. UU. y Bayer Canadá.
Bayer Technology Services: Es un área de servicio de Bayer, creada con el objeto de consolidar y concentrar recursos para apoyar de forma eficiente a las áreas de negocio del grupo Bayer. La división ofrece soporte tecnológico a las plantas de producción así como a procesos específicos, que se presentan en cualquier momento y durante todo el ciclo de vida de los productos e instalaciones.
Currenta: Ofrece servicios para la industria química incluido el suministro de servicios públicos, gestión de residuos, infraestructuras, seguridad, protección, análisis y formación profesional.
Después del éxito de la reorganización de Bayer, sus actividades combinaron productos químicos (con la excepción de HC Starck y Wolff Walsrode) con determinados componentes de la serie de segmentos de polímeros para formar la nueva compañía Lanxess. Este cambio tuvo lugar en 2004, con Lanxess cotizando en la Bolsa de Fráncfort a principios de 2005. La División de Diagnósticos de Bayer HealthCare fue adquirida por Siemens Medical Solutions, en 2007.

### Sedes
Alemania - sede de la sociedad, así como de las filiales Bayer CropScience, Bayer MaterialScience y Bayer HealthCare España - tiene varios centros de trabajo, entre ellos en Langreo donde se produce el 100% mundial del ácido acetilsalicílico de Bayer. Bélgica - incluidas las instalaciones de producción de Makrolon (Amberes) Canadá - la sede en Toronto y las oficinas en Ottawa y Calgary Italia - incluyendo la sede europea de Bayer CropScience (en Lyon)Francia- incluidas 5 instalaciones de producción Filipinas - incluida la producción de Canestén, Autan y Baygon.Estados Unidos - la sede de Bayer EE. UU. funciona en los suburbios de Pittsburgh. Australia - Argentina - Aruba - Bahamas - Barbados - Bolivia - Brasil - Camboya - Chile - China - Colombia - Costa Rica - Cuba - Curaçao - República Dominicana - Ecuador - El Salvador - Finlandia - Guatemala - Honduras - RAE de Hong Kong - Hungría - India - Indonesia - Jamaica - Japón - Laos - México - Myanmar - Nueva Zelanda - Nicaragua -Paraguay - Perú - Panamá - Polonia - Serbia - Singapur - Sudáfrica - Corea del Sur - Suiza - Taiwán - Tailandia - Trinidad y Tobago - Turquía - Reino Unido - Uruguay - Venezuela - Vietnam

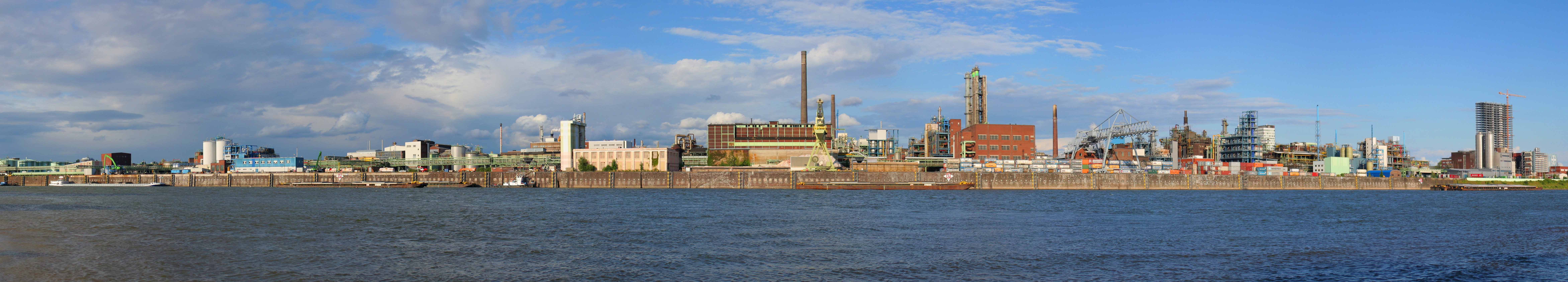
Leverkusen, principal fábrica de Bayer.

## Energía renovable
En enero de 2024, Bayer instaló un sistema solar de 2,7 MW con almacenamiento de 1 a 2 MW, en su sitio de investigación vegetal en Woodland (California). Este sistema abastece aproximadamente el 75% del consumo energético del lugar. También implementó paneles de seguimiento solar en sus oficinas principales de Whippany (New Jersey), que proveen el 25% del consumo anual.
Durante 2025, Bayer cerró acuerdos en España, Italia y México con Iberdrola para la compraventa de energía verde.En Argentina, Bayer acordó con MSU Green Energy la provisión de más del 50% de su consumo anual de la planta ubicada en Rojas, provincia de Buenos Aires.

## Bayer 04 Leverkusen
En 1904, la compañía fundó el club deportivo TuS 04 ("Turn-und der Spielverein Farbenfabriken vorm. Friedr. Bayer & Co."), más tarde SV Bayer 04 ("Sportvereinigung Bayer 04 Leverkusen), hasta llegar a devenir en TSV Bayer 04 Leverkusen ("Turn-und Sportverein") en 1984, en general, sin embargo, es conocido simplemente como el «Bayer Leverkusen». El club es conocido por su equipo de fútbol, pero ha estado involucrado en muchos otros deportes. TSV Bayer 04 Leverkusen es uno de los principales clubes deportivos en Alemania.
La compañía también apoyaba clubes similares en sitios de la empresa, sin embargo, debido a factores de coste, la compañía ha decidido reducir el patrocinio de sus equipos deportivos en la mayoría de las áreas. Los acuerdos de patrocinio con equipos de primera y segunda división en el baloncesto, el equipo de balonmano y voleibol, así como en el atletismo olímpico y el esgrima, se dieron por terminados entre 2008 o 2010. A pesar de sus muchos éxitos (varios campeonatos nacionales de Alemania, así como numerosas medallas olímpicas), no se considera lo suficientemente valioso como herramienta de marketing en términos de su relación coste-beneficio. Sólo el equipo de fútbol cuyo valor de comercialización es muy alto debido a la exposición en los medios de comunicación y la popularidad del deporte en sí, seguirá recibiendo apoyo como en el pasado. También se tiene previsto continuar el patrocinio del deporte para los jóvenes y para personas con discapacidad.

## Controversias
- Durante la Segunda Guerra Mundial, y cuando Bayer AG hacía parte del conglomerado IG Farben, algunas de las empresas que hacían parte de este mismo conglomerado fueron partícipes de la fabricación de Zyklon B (gas que fue utilizado en las cámaras de gas nazis).
- El 24 de junio de 2020, Bayer dio a conocer que iba a indemnizar por más de diez mil millones de dólares a las personas afectadas por un herbicida, producido por Monsanto, que contenía sustancias cancerígenas.
- A mediados del siglo XIX, Bayer promovía el uso de heroína en menores de edad para el resfriado y en mayores de edad como tratamiento para la adicción a la morfina, esto fue poco antes de que se descubriera que la heroína era una sustancia adictiva y nociva en exceso.[18]
- Actuación como parte del conglomerado IG Farben durante la Segunda Guerra Mundial: Debido a la severidad de los crímenes de guerra cometidos por IG Farben durante la Segunda Guerra Mundial, los Aliados consideraron que la empresa estaba demasiado corrompida como para permitirle seguir existiendo, y durante los Juicios de Núremberg ordenaron desmembrar el consorcio. Los Aliados Occidentales en 1951, dividieron la empresa en sus empresas originales constituyentes. Las cuatro más grandes, BASF, Bayer, Hoechst y Agfa, compraron rápidamente a las más pequeñas. De los 24 directivos de IG Farben acusados en el denominado Juicio a la IG Farben (1947-1948) ante un tribunal militar estadounidense en los subsecuentes Juicios de Núremberg, 13 fueron sentenciados a entre uno y ocho años de prisión. Algunos de aquellos acusados en el juicio se convirtieron en líderes de las compañías de posguerra que se formaron al separarse IG Farben, incluyendo aquellos que fueron sentenciados en Núremberg. Las empresas sucesoras de IG Farben heredaron el total de las propiedades de IG Farben, pero no así las responsabilidades penales.

- En 1981, el nematicida experimental Nemacur 10 provoca una intoxicación generalizada por órgano-fosforados, produciendo el mal llamado Síndrome del aceite tóxico.[19]

- Los efectos del Gaucho (insecticida) sobre la población de abejas han involucrado a Bayer AG en una controversia con apicultores franceses y de Nueva Escocia. Sin embargo, un artículo del NYT descarta que la muerte de abejas sea provocada por pesticidas.[20]

- El periodista austríaco Klaus Werner, en su libro "Schwarzbuch Markenfirmen" ("Libro Negro de las empresas de marca"), afirma que HC Starck, filial de Bayer, financió la segunda guerra del Congo por el comercio ilegal del mineral coltán.[21] Bayer alega que desde 2001 ya no comercia con el coltán congoleño.

- La cerivastatina de Bayer contra el colesterol, tiene efectos secundarios mortales. La Administración de Alimentos y Fármacos de EE. UU recibió informes de 31 muertes.[22] Bayer admitió que el medicamento quizás ha matado a 52 personas en todo el mundo, con otras 1100 personas potencialmente afectadas. Aunque Bayer retiró voluntariamente el medicamento, el número de muertes relacionadas con Baycol se ha elevado a casi 100.[23]

- En el 2000, la agencia Centros para el Control y la Prevención de EE. UU. mostró que el uso de fluoroquinolonas en las aves de corral aceleró el desarrollo de las bacterias resistentes a este antibiótico. Entonces, la Administración de Alimentos y Fármacos de EE. UU. (FDA por sus siglas en inglés) propuso prohibir este uso, propuesta que topó con las objeciones legales de Bayer.[24] La fluoroquinolona fue aprobada para su uso en el mercado estadounidense en 1995 y Bayer siguió vendiendo su antibiótico fluoroquinolona Baytril a granjas de aves hasta que la FDA la prohibió a mediados de 2005.[25]
- En 2001, Bayer fue llevado a los tribunales después de que 24 niños de una aldea en Perú muriesen envenenados cuando tomaban un sustituto de la leche en polvo que había sido contaminado con metil paratión.[26] Después de una investigación, un Subcomité del Congreso del Perú ha encontrado evidencia de la responsabilidad penal de Bayer y del Ministerio de Agricultura del Perú en la intoxicación.

- En 2006, la industria mundial del arroz perdió 1200 millones de dólares, cuando una variedad transgénica de Bayer contaminó el suministro global de arroz.[27]
- En 2006, Bayer fue criticada por la Administración de Alimentos y Fármacos de EE. UU por no revelar la existencia de un estudio retrospectivo de 67000 pacientes, 30000 de los cuales recibieron Trasylol y el resto otros antifibrinolíticos. El estudio concluyó que Trasylol conllevaba mayores riesgos. La Administración de Alimentos y Fármacos retiró el Trasylol del mercado en noviembre de 2007.[28]

- En 2009, el Center for Science in the Public Interest demandó a Bayer por "afirmar falsamente que el selenio en las multivitaminas One A Day podría reducir el riesgo de cáncer de próstata en los hombres".[29]

- En 2013, murieron 4 mujeres en Francia de trombosis por consumir Diane-35.[30]

- En enero de 2014 salta a los medios de información la afirmación del consejero delegado de la empresa Marijn Dekkers en una discusión con las autoridades indias sobre el fármaco anticanceroso denominado "Nexavar" en la cual afirmó: No creamos medicamentos para indios, sino para los que pueden pagarlo.[31]

- En agosto de 2017 Bayer decide retirar del mercado español su anticonceptivo Essure, el instituto NSAI no le renovó el marcado CE. Ante los efectos secundarios que están padeciendo numerosas mujeres en España, se han agrupado en La Plataforma Libres de Essure desde donde continúan reclamando a la farmacéutica una explicación, que asuma la culpa de lo ocurrido y la reparación integral del daño de la mano del bufete de abogados Castreje & Co. Al mismo tiempo, tras varias reuniones con la AEMPS, SEGO y el Ministerio de Sanidad, han elaborado conjuntamente una "Guía de Actuación ante una paciente portadora del dispositivo Essure" para garantizar que la explantación del dispositivo se realice con todas las garantías.

En febrero de 2017, Bayer mostró interés en la compra de la empresa multinacional estadounidense Monsanto. El 7 de junio de 2018 Bayer compró la multinacional Monsanto y se transformó en la mayor compañía agroquímica del mundo.